# Centraal wonen
Centraal wonen of cohousing is een alternatieve woonvorm waarbij een groep bewoners in verschillende woningen van meerdere, gemeenschappelijke voorzieningen gebruikmaken. Dit kan bijvoorbeeld een centrale ontmoetingsruimte zijn, een washok, een werkplaats en/of een gemeenschappelijke tuin. Een woning in een centraal wonen project kan een koopwoning zijn, maar ook een huurwoning. 

## Taalgebruik in Nederland en Vlaanderen
In Vlaanderen wordt de term cohousing voorbehouden voor projecten waar op niveau van de volledige gemeenschap een keuken en eetzaal aanwezig zijn en de bewoners regelmatig samen (kunnen) eten. Het koken voor deze gemeenschappelijke maaltijden gebeurt per toerbeurt.
In een heel aantal Nederlandse centraalwonen-projecten of -complexen bevinden zich soms één of meerdere woongroepen, maar de meerderheid bestaan uit zelfstandige wooneenheden. Bij een aantal centraalwonen-woongemeenschappen zijn de wooneenheden gegroepeerd in clusters van woningen, waarbij elke 'cluster' haar eigen gemeenschappelijke voorzieningen heeft.
In Nederland en Vlaanderen wordt de term gemeenschappelijk wonen als koepelterm gebruikt voor alle alternatieve woonvormen waarbij men infrastructuur en voorzieningen op vrijwillige basis deelt met andere bewoners. Het begrip samenhuizen wordt in Vlaanderen als synoniem gebruikt.

## Geschiedenis

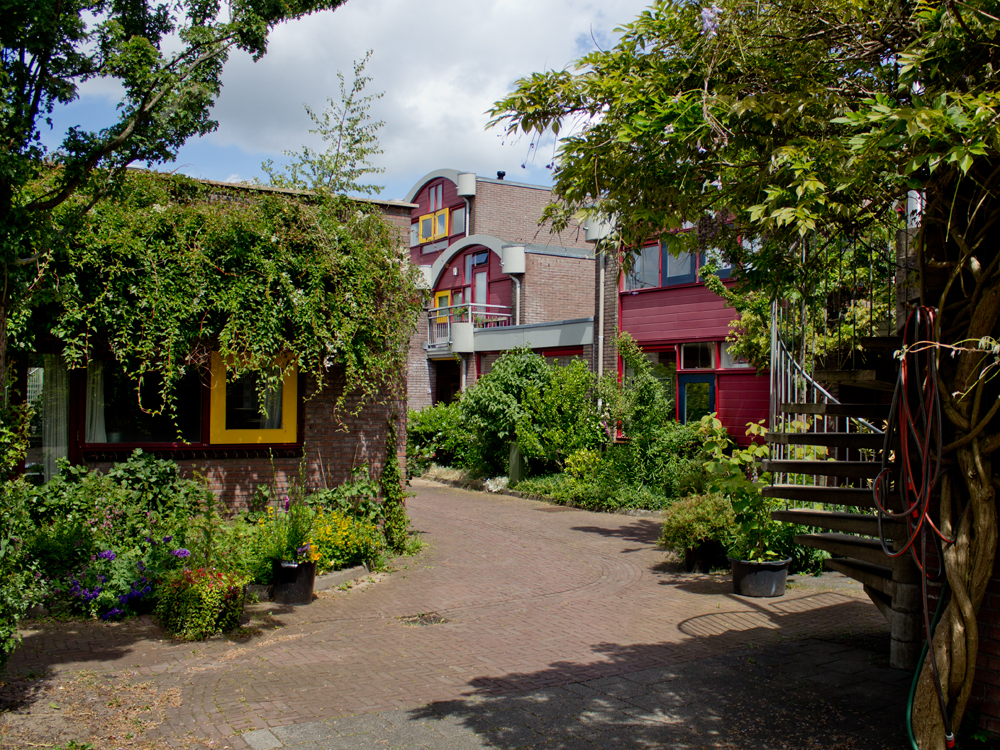
De Wandelmeent in Hilversum, een van de eerste centraalwonenprojecten in Nederland

In Denemarken bestaat het idee al sinds de jaren zestig.
Het eerste project in Nederland is uitgedacht en ontwikkeld vanaf 1969. Aanleiding was een advertentie in de krant van Lies van den Donk-Dooremaal uit Nijmegen. Zij schreef in juli 1969: "wie ontwerpt een wooneenheid met een centrale keuken, een eetzaal, een wasserij, een kindercrèche, studieruimte, gezamenlijk te gebruiken logeerkamers, en daarboven of daaromheen eigen kleine wooneenheden voor elk gezin: een woonkamer, wat slaapkamers, een piepklein keukentje, een douche en een toilet?" De eerste samenkomst van de groep mensen die op deze advertentie reageerde was de start van een moeizaam proces, dat uiteindelijk tot de realisatie van het eerste centraalwonen-project in Nederland heeft geleid. Er werd onder andere nagedacht over hoe het project eruit moest zien, hoe de bestuursvorm moest zijn, hoe er om gegaan zou moeten worden met conflicten, wie er met wie wilde wonen, hoe nieuwe bewoners gekozen zouden worden en hoe de financiën geregeld zouden worden. In 1977 kon de eerste groep bewoners zijn intrek nemen in de 'Wandelmeent' in Hilversum.

## Redenen
De redenen om in een centraalwonen-project te gaan wonen, kunnen van zeer uiteenlopende aard zijn. Was het voor de jaren negentig vooral uit ideologische of religieuze redenen, tegenwoordig ook vooral uit sociale, financiële, ecologische of praktische redenen. Het behoud van eigen privacy blijft met name binnen centraal wonen gewaarborgd.

## Voorkomen
In Nederland zijn er relatief meer centraalwonen-projecten dan in België. Sinds de jaren negentig komen er steeds meer centraalwonen-projecten in Nederland en België, naast volledige gezinnen, eenoudergezinnen en alleenstaanden blijkt er behoefte bij senioren en bejaarden. Een deel van de woongemeenschappen in Nederland zijn verenigd in de Vereniging Gemeenschappelijk Wonen en in de Landelijke Vereniging Gemeenschappelijk wonen van Ouderen. In Vlaanderen promoten Samenhuizen vzw, Abbeyfield vzw en Cohousing Projects cvba deze alternatieve woonvorm.